# 보은 순조 태실
보은 순조 태실(報恩 純祖 胎室)은 대한민국 충청북도 보은군 속리산면 사내리에 있는 순조의 태실이다. 1975년 8월 20일 충청북도의 유형문화재 제11호 순조대왕태실(純祖大王胎室)로 지정되었으나, 2013년 1월 18일 현재의 문화재 명칭으로 변경되었다.

## 개요
태실(胎室)은 왕실에 왕자나 공주 등이 태어났을 때 그 태를 넣어두던 곳으로, 이곳에는 순조의 태가 안치되어 있었다. 항아리에 태를 넣어두었던 것을, 순조가 왕위에 오른 후에 왕의 태실로서 여러 석물을 갖추고 태실비를 세웠다.
태실의 형태는 8각을 기본으로 한 부도(승려의 사리탑) 모양을 하고 있으며, 주변에는 8각의 돌난간이 둘러 놓았다. 앞에는 거북모양의 받침돌과 용을 새긴 머릿돌을 갖춘 태실비가 있는데, 앞면에 '주상전하태실(主上殿下胎室)'이라고 새겨 놓았다.
조선 정조 11년(1787)에 만든 것으로, 이 때부터 태실이 있는 산을 태봉산이라 하고 보은현을 군으로 승격시켰다 한다. 태항아리는 1927년 일제가 창경궁으로 옮겨가고 현재는 비와 석조물만 남아있다. 8각형의 돌난간은 1982년 해체, 보수한 것이다.

## 참고 자료
- 보은 순조 태실 - 국가유산청 국가유산포털